# Mikołaj Luboradzki
Mikołaj Luboradzki herbu Doliwa – podkustoszy sandomierski, proboszcz Św. Pawła w Sandomierzu, oficjał i kantor sandomierski, opat koprzywnicki w 1577 roku.